# クレオパトラ (イギリス東インド会社の船)
クレオパトラはヴィクトリア時代のイギリス東インド会社の木製外輪蒸気フリゲート。
イギリス、ノースフリートで建造され、1840年4月19日にボンベイに到着。ボンベイ・カラチ・アデン・スエズ間での輸送および郵便船として運用された。
クレオパトラは1847年4月15日に、ボンベイからシンガポールへの途上インド洋のマラバール海岸沖でサイクロンにより難破した。300人近く（全乗員151人および、輸送中であった犯罪者100人と海兵隊の護送隊）が犠牲となった。
遭難時の船の状態はよくなく、船長のJ・A・ヤングは前回のアデンからボンベイへの航海の後に、外輪の覆いは甲板を横切る鎖で固定しておかなければならなかったと不平を述べている。
- トン数：760bm[6]
- 全長：178フィート5インチ (54.38 m)[6]
- 幅：31フィート(9.4 m)[6]
- 速力：9-10ノット（帆走時）